# Mayu Ishikawa
Mayu Ishikawa (石川 真佑, Ishikawa Mayu, 14 de maio de 2000) é uma voleibolista japonesa, que atua na posição de oposta.

## Carreira
Ishikawa tem uma irmã mais velha e um irmão mais velho, Yūki Ishikawa, que é o capitão da seleção japonesa masculina de vôlei. Ela foi motivada pelos irmãos a começar a jogar vôlei e seu irmão sempre dava bons conselhos sobre quando ela estava no ensino médio. Ela começou a jogar vôlei quando estava no terceiro ano da Escola Primária Yahagi Minami, na cidade de Okazaki, e se juntou ao time local do clube Anjo Kita Rabbits.
Depois de se formar no ensino médio em 2016, ela ingressou na Shimokitazawa Seitoku High School, que possui um prestigiado time de vôlei escolar. Em março de 2017, Mayu foi registrada pela primeira vez como membro da seleção nacional feminina de vôlei sub-18 do Japão e competiu como representante da seleção nacional pela primeira vez no Campeonato Asiático Feminino de Voleibol Sub-18 de 2017. Ela serviu como capitã e a seleção japonesa conquistou o título.
Em agosto do mesmo ano, o Japão conquistou a medalha de ouro no Campeonato Asiático de Voleibol Feminino de 2019 e Mayu recebeu os mesmos prêmios ao final da competição. Ela também fez parte da lista feminina japonesa para os Jogos Olímpicos de Verão de 2020.

## Títulos

### Clube
- Torneio Kurowashiki (2018–19)

### Seleção
- Campeonato Asiático (2019)